# Komor Arnold
Komor Arnold, 1881-ig Kohn Nehémiás (Pest, 1861. augusztus 8. – Budapest, 1938. június 23.) építészmérnök, miniszteri tanácsos. Komor András író apja, Komor Gyula író, színikritikus és Komor Marcell építész bátyja.

## Életútja
Kohn Salamon (1828–1886) rabbi és Eibenschütz Lujza fiaként született. 1879-től a budapesti József Műegyetem hallgatója volt és 1885-ben mérnöki oklevelet nyert. Tanulmányait Németországban, Belgiumban, Angliában, Svájcban és Párizsban igyekezett bővíteni. Kohn családi nevét testvéreivel együtt 1881-ben változtatta Komorra.
Már fiatalon a MÁV szolgálatába lépett. 1886-ban kinevezték királyi mérnökké az államépítészeti hivatalokhoz. 1886-tól 1893-ig építette a rózsahegyi és kisolaszi Vág-hidakat. 1894-ben Lukács Béla kereskedelemügyi miniszter a Liptó vármegyei magyar királyi államépítészeti hivatal főnökségével bízta meg, később a Zólyom vármegyei, aztán a Szolnok megyei állami építészeti hivatal főnöke volt. Mind a három megyében az úthálózatok nagyszabású kiépítésével szerzett kiváló érdemeket. 
1921-ben mint miniszteri tanácsos nyugdíjba vonult. 1922-ben a szolnoki izraelita hitközség, majd a XVI. községkerület is elnökké választotta. Ezután tevékeny részt vállalt felekezeti mozgalmakban és előkelő szerepet vitt a zsidó közéletben. Állandó munkatársa volt több hazai és külföldi szaklapnak. A Magyar zsidó lexikon elnöki tanácsának tagja.
Híd- és útépítkezési és egyéb közgazdasági kérdésekre vonatkozó cikkeket írt a Magyar Mérnök- és Építészegylet Közlönyében (1890. A rózsahegyi közút Vág-híd, egy tábla rajzzal stb.) és egyes hírlapokba.

## Családja
Házastársa Barach Julianna (1876–1927) volt, Barach Mór ügyvéd és Wimmer Katalin lánya, akit 1894. november 4-én Pozsonyban vett nőül.
Gyermekei:
- Komor Zoltán (1895–?) banktisztviselő, műfordító. Felesége Vértes Irén (1896–?) volt.[8]
- Komor András (1898–1944) író. Felesége Lengyel Gizella (1900–1947) volt.
- Komor Zsófia
- Komor Mátyás műkereskedő